# Mount Freycinet
Mount Freycinet is een 620 meter hoge berg op het Tasmaanse schiereiland Freycinet. De berg is de hoogste in het Nationaal park Freycinet.